# 信息图形
信息图形（或），是指数据、信息或知识的可视化表现形式。信息图形主要應用於必須要有一個清楚準確的解釋或表達甚為複雜且大量的信息，例如在各式各樣的文件檔案上、各個地圖及標誌、新聞或教學文件，表現出的設計是化繁為簡。公元1958年，史蒂芬·托尔明提出了一種圖形化的理論模型，後來成為有影響力的理論及其應用。

## 相關的歷史及發展
資訊圖表早在在史前時代人類的洞穴壁畫中出現，當時的人類把資訊圖表用作如記錄，如牲畜的數量。
1626年，天文物理學家所發表的一本研究太陽自轉的書中，曾經以資訊圖表的方式展示了太陽自轉的形式。
1786年，身為政治經濟學家及工程師的William Playfair在他出版第一本數據圖集中，為了表示18世紀英國的經濟狀況，他使用了統計圖表，當中包括棒形圖、線形圖、面積圖和直方圖。在1801年，在他在署作《統計學摘要》中創造出第一個圓形圖。
1936年，哲學家奧圖·紐拉特提倡以圖形符號作為國際視覺語言，減少對不同語言的依賴。時至現代圖形符號已經融入人類生活。
1958年，史蒂芬·托尔明提出了一種圖形化的理論模型，後來成為有影響力的理論及其應用。
1977年，美國著名統計學家約翰·圖基發明了箱形圖，在統計學上可把數據分析劃分為「描述性統計分析」、「探索性數據分析」及「驗證性數據分析」，而「探索性數據分析」則是由約翰·圖基命名。
統計學家Edward Tufte出版一系列有關資訊圖表的書籍：、以及他認為良好的數據可視化意味著每一個數據準確地使觀眾能夠看到數據的趨勢和模式，在數據可視化和資訊圖表方面的貢獻被認為是巨大的，他的設計可以在不同的網站、雜誌和報紙都能夠看見。

## 功用和特色
資訊圖表的功用是能夠作為標誌、地圖、報導、以及技術文書使用。它的特色包括：
- 突出重點
- 增添故事性
- 改善人類的認知
- 沖擊視覺系統
- 美觀而實用

## 種類
- 時間軸（timeline）
- 地圖
- 數據形象化（Data Visualization）
- 比較圖（Vs Infographic）
- 流程圖（Flow chart）
- 數字信息圖（Number port）
- 視覺文章（Visual Article）
- 教學圖（Useful Bait）